# Liste der Monuments historiques in Saint-Quay-Perros
Die Liste der Monuments historiques in Saint-Quay-Perros führt die Monuments historiques in der französischen Gemeinde Saint-Quay-Perros auf.

## Liste der Bauwerke
| Bezeichnung                               | Beschreibung              | Standort | Kennzeichnung | Schutzstatus | Datum | Bild           |
| ----------------------------------------- | ------------------------- | -------- | ------------- | ------------ | ----- | -------------- |
| Kirche Saint-Quay, Friedhof und Pfarrhaus | Erbaut im 17. Jahrhundert | (Lage)   | PA00089655    | Inscrit      | 1946  | weitere Bilder |